# Gepard
Gepard (lat. Acinonyx jubatus) je mačka koja je najčešća još uglavnom u Africi. Pažnje vrijedna je osobito zbog svoje nenadmašive brzine i niza svojih psolikih obilježja.

## Osobine
Osnovna boja krzna geparda je žuta, a na trbuhu je u pravilu prilično svjetlija. Krzno je posuto s velikim brojem crnih pjega, koje su puno manje od leopardovih a i ne prave rozete. Lice je malo tamnije i bez pjega, ali ima dvije crne pruge koje idu od očiju do kuta ustiju.
Zbog pjega, podsjeća doduše na leoparda, ali se svojom građom tijela znatno razlikuje od svih drugih mačaka. Gepard ima ekstremno dugačke, tanke noge i vitko tijelo oblikovano kao tijelo hrta. Glava je mala i okrugla, a rep dugačak. Na šapama ima debele, ljuskaste jastučiće, a kandže može samo djelomično uvući. Takva građa tijela omogućuje mu da u 3 sekunde dosegne brzinu od 110 km/h, puno više od bilo kojeg drugog sisavca, no tom brzinom može trčati samo oko 400 m, nakon čega se umara. To je najbrža kopnena životinja na svijetu.
Anatomija geparda je prilagođena takvoj sposobnosti. Nosnice su mu znatno proširene, tako da je ostalo malo mjesta za čeljust koja je u odnosu na druge mačke znatno manja, pa je time i to njegovo "oružje" relativno slabo. I srce, pluća kao i bronhije su mu proporcionalno jako povećani. 
Dužina geparda od njuške do kraja trupa doseže 150 cm, rep mu je oko 70 cm, a u ramenima je visok oko 80 cm. Usprkos tom relativno velikom tijelu, težina mu je uglavnom najviše 60 kg.

## Životni prostor
Nekada je gepardov životni prostor bio Afrika i Južna Azija, a u ledenom dobu je nastavao i Europu i sjevernu Ameriku. Danas ga se može sresti još skoro isključivo u Africi, i to južno od Sahare. U Aziji postoje još samo sićušni ostatci koji stoje na rubu izumiranja.
Gepardi su prave životinje savana. Daju prednost područjima s visokom travom koja pruža mogućnost prikradanja i s uzvišenjima kojima se služe kao mjestom s kojeg imaju dobar pregled nad okolinom. Područja s puno stabala i grmlja nisu pogodna za geparde jer u takvom okolišu ne mogu u punoj mjeri iskoristiti svoju najveću prednost - veliku brzinu.

## Način života

### Socijalno ponašanje
Gepardi su životinje aktivne danju. Time uglavnom izbjegavaju susrete s lavovima i pjegavim hijenama koji su pretežno noćne životinje. Ako naiđu na geparda s lovinom, otmu ju, a i vrlo su velika opasnost i za mladunčad. Gepardi su druželjubiviji od većine dugih mačaka. Ženke žive uglavnom same s mladuncima, dok mužjaci lutaju u skupinama od dvije-tri životinje (najčešće braća iz istog legla). Vrlo rijetko se naiđe na veće skupine, ali nikada više od 15 životinja. Mužjaci i ženke se sastaju samo u doba parenja, i odmah nakon toga se razilaze. Područja obilježavaju urinom.

### Razmnožavanje
U dobi od oko tri godine gepardi postaju spolno zreli. Razdoblje skotnosti traje oko 95 dana. U jednom leglu ima obično od jednog do tri mladunca. Ženka ih koti u nekom skrovištu u kojem ostaju oko osam tjedana. To je neophodno, jer gepardi nemaju načina da kao jače velike mačke (lavovi, leopardi) uspješno obrane podmladak od neprijatelja. Mladunci na vratu i leđima imaju dugu sivu dlaku koje vjerojatno služe za bolje stapanje s okolišem radi vizualne zaštite od neprijatelja. No usprkos tome, procjenjuje se da oko 95% geparda strada u dobi dojedne godine, i to najčešće kao žrtve grabežljivaca. Ako prežive to kritično razdoblje, doživljavaju starost od oko petnaest godina.

### Prehrana
Izbor gepardove lovine nije baš širok. U istočnoj Africi se hrani gotovo isključivo Tompsonovim i Grantovim gazelama te impalama. Ove antilope nisu teške i gepardi ih mogu savladati. Jedna zebra ili gnu su za njega nesavladive. U teškim vremenima, gepard lovi i zečeve, kuniće pa i ptice. 
Dok se druge mačke prikradaju lovini da bi ju iz zaklona iznenadili, gepard priđe do 50-100 m do lovine, da bi ju zatim kratkim gonjenjem sustigao i utrčavši joj između nogu srušio ju. Takav način lova više podsjeća na ponašanje pasa. Iako gepard može u punoj brzini trčati samo na kraće razdaljine, njegov lov u 70% pokušaja završava uspješno. Niti jedna druga zvijer koja lovi sama, nema tako visok postotak uspjeha. (Viši postotak od geparda imaju samo životinje koje love u čoporu. Kad sruši lovinu, gepard joj stisne grlo i uguši ju, dok druge velike mačke ubijaju ugrizom u leđni ili vratni dio kralježnice. Gepard mora vrlo brzo jesti, jer ga druge zvijeri, kao hijene ili leopardi otjeraju od plijena koji on, zbog svoje tjelesne građe koja je nježna i lagana, ne može obraniti.

## Podvrste
Razlikuju se sedam podvrsta geparda, od kojih pet živi u Africi a dvije u Aziji. Od tih sedam, jedna je izmrla, a još dvije se moraju smatrati akutno ugroženim: zadnji ostatci A. j. hecki u Libiji i A. j. raddei, kojih još samo dvanaest živi na sjeveru Irana. U Iranu su vrlo strogo zaštićeni. 
Neki znanstvenici smatraju da postoje samo dvije podvrste, ili čak, samo populacije, i to afrički i azijski gepard. Zadnjih godina je utvrđena vrlo bliska genetska srodnost među različitim populacijama geparda. Prema genetičkim i imunološkim istraživanjima je utvrđeno, da današnji gepardi vjerojatno svi potječu od jedne vrlo male skupine životinja koja je živjela prije oko 10.000 godina. U skladu s time, utvrđena je i vrlo visoka rata parenja između bliskih rođaka, koja je gotovo jednaka onoj kod laboratorijskih miševa, pa su vrlo neotporni na bolesti kao i na promjene okoliša. Uzimajući u obzir rasprostranjenost i broj živih geparda, općenito se smatra da njihova genetička uniformnost nije veliki problem za životinje.

## Kraljevski gepard
Kao još jedna podvrsta geparda se dugo smatrao kraljevski gepard (A. j. rex), u čije se postojanje nije baš vjerovalo sve do 1975. Kod njega su se pjege spojile u uzdužne pruge. U međuvremenu se dokazalo da nije riječ o podvrsti nego o jednoj rijetkoj mutaciji koja se nasljeđuje jednim recesivnim genom. U jednom se leglu mogu naći normalno pjegavi kao i kraljevski gepardi. Kraljevske geparde se može naći u cijeloj Africi, iako su još uvijek velika rijetkost. Ali se čini, da su zadnjih desetljeća sve češći. Biolozi sa zanimanjem prate taj razvoj jer pokazuje porast genetičke raznolikosti geparda.

## Taksonomija
Budući da se gepard toliko razlikuje od drugih mačaka, tradicionalna sistematika je uobičajila smjestiti ga u vlastitu potporodicu Acinonychinae i ne ubrajati ga niti u velike mačke ni u male mačke. U njemu se gledalo jedan poseban razvoj mačke, koji je kod geparda konvergentnom evolucijom razvio osobine pasa.
Nova genetička istraživanja su došla do iznenađujuće spoznaje da gepard ipak nije tako daleko od drugih mačaka, i da su njegovi najbliži rođaci, s velikom sigurnošću, puma i jaguarundi. To su američke mačke, a i gepard vodi podrijetlo iz razdoblja od prije četiri milijuna godina iz Sjeverne Amerike. U pleistocenu je uspio prijeći u Europu. Krajem zadnjeg ledenog doba je gotovo izumro, što se danas može vidjeti na temelju njegove genetičke uniformnosti (vidi genetičko usko grlo). Kako je u afričkim i azijskim stepama našao novu domovinu, uspio je preživjeti do naših dana.

## Gepardi i ljudi
Još jako davno je čovjek naučio dresirati geparda i upotrebljavati ga kao pratitelja u lovu. Otuda potječe njegovo ime koje se koristi kao sinonim "lovni leopard". Gepard se na taj način upotrebljavao kako u Mezopotamiji tako i u Drevnom Egiptu još od vremena oko 3.000 godina prije Krista.  U srednjovjekovnoj Europi je lov s gepardom bio luksuz koji se mogao vidjeti samo na kraljevskim dvorovima. Kako se ta mačka nije razmnožavala u zarobljeništvu, morali su loviti stalno nove primjerke. Osim toga, ubijali su je i radi njezinog krzna. U sve manjim područjima koje im ljudi ostavljaju je konkurencija s jačim zvijerima tako velika, da je gepard sve rjeđi.

## Vanjske poveznice
- (engl.) Cheetah Conservation Fund

Ostali projekti
|  | Zajednički poslužitelj ima stranicu o temi Gepardi    |
|  | Zajednički poslužitelj ima još gradiva o temi Gepardi |
|  | Wikivrste imaju podatke o taksonu Gepardi             |